# Can Kozlu
Selahattin Can Kozlu (* 1954 in Istanbul) ist ein türkischer Jazzmusiker (Schlagzeug).

## Leben und Wirken
Kozlu wuchs in einem musikliebenden Haushalt in Ankara auf. Seine Mutter spielte Klavier und brachte ihm schon früh die Werke von Komponisten wie Bach, Beethoven und Brahms nahe. Im Alter von sechs Jahren begann er mit klassischem Klavierunterricht. Dann entdeckte Kozlu die Improvisation für sich. Als Jugendlicher lernte er Schlagzeug, beeinflusst von Jimi Hendrix und den Beatles. Zusammen mit Setrak Bakırel und Röne Macaroğlu gründete er eine Schulband; auch arbeitete er mit Erkan Oğur. Als der Flötist Eril Tekeli zu ihrer Band stieß, nahmen sie am Musikwettbewerb von Milliyet teil und gewannen den ersten Platz.
Nachdem Kozlu in verschiedenen Bands mit Nükhet Ruacan, Neşet Ruacan, Arto Tunçboyacıyan, Onno Tunç und Emin Fındıkoğlu Musik gemacht hatte, studierte er in Grenoble und in Paris Mathematik und Ökonomie. Daneben setzte er seine musikalische Ausbildung am Centre d’Information Musicales in Paris fort und spielte zudem in der Prog-Rock-Band Asia Minor von Setrak Bakırel und Eril Tekeli. Dann studierte er mit einem Stipendium am Berklee College of Music in Boston.
Nach seiner Rückkehr in die Türkei setzte Kozlu seine Auftritte und Arrangements in Bands fort, die er mit Persönlichkeiten wie Emin Fındıkoğlu, Onno Tunç, Tuna Ötenel, Şenova Ülker, Nükhet und Neşet Ruacan gründete. Neben Aufnahmen mit Popstars wie Sezen Aksu und Nilüfer Yumlu gehörte er lange Zeit zur Band von Aydın Esen. Weiterhin arbeitete er in den Jazz-Ensembles von Maffy Falay, Oğuz Büyükberber und Burak Bedikyan, mit denen es auch zu Aufnahmen kam. Mit Theron Patterson drehte er den Dokumentarfilm George Garzone: Let Be What Is (2018).
1996 gründete Kozlu zusammen mit Ali Perret die Jazzabteilung der İstanbul Bilgi Üniversitesi, wo er Studenten ausbildete. Die Istanbul Foundation for Culture and Arts hat ihm 2023 auf dem Istanbul International Jazz Festival für seine Verdienste für den Jazz in der Türkei den Lifetime Achievement Award verliehen.